# ATP-Test
Der ATP-Test ist ein Testverfahren, mit dem man die Menge an Adenosintriphosphat (ATP) der Zellen ermitteln kann. Damit lassen sich alle Mensch-, Tier-, Pflanzen-, Bakterien-, Hefen- und Schimmelpilzzellen untersuchen.
Dieses Verfahren wird in zwei Bereichen angewendet.

## Detektion von mikrobiologischer Verunreinigung
Es wird in der Qualitätskontrolle von Produkten oder Verfahren benutzt, um Kontaminationen von Mikroorganismen zu detektieren. Denn bei Vorhandensein von ATP in den Proben zeigt dies die Verunreinigung durch Mikroorganismen an.

## Detektion von Chemosensititvitäten
Patienten mit Tumorerkrankungen des gleichen histologischen Typs können erhebliche Unterschiede im Ansprechen auf eine Chemotherapie zeigen. Oftmals kann die Erkrankung durch die erste Therapie nicht vollständig besiegt werden, so dass weitere Therapien („Second-Line“ und „Third-Line“ mit anderen Medikamenten) notwendig werden. Die Wirksamkeit der Zytostatika lässt sich mit dem ATP-Test vorhersagen, dies gilt insbesondere auch für die Nichtwirksamkeit. Damit wird ein optimaler Behandlungserfolg bei der Tumortherapie greifbar. 
Lebende Tumorzellen des Patienten werden „im Reagenzglas“ (in vitro) mit Chemotherapeutika versetzt, die der Onkologe speziell für die Erkrankung auswählt. Nach einigen Tagen wird die Vitalität der Tumorzellen im Labor bestimmt. Das Medikament, bei dem die wenigsten Tumorzellen überlebt haben, ist das wirksamste. Wenn ein ausgewähltes Medikament oder die Kombination unter den Laborbedingungen keine Effektivität zeigt, spricht man von einer Resistenz und die Wirksamkeit gegen den Tumor ist sehr unwahrscheinlich.